# Hanna Glas
Hanna Glas est une footballeuse internationale suédoise née le 16 avril 1993 et jouant au poste de défenseur au  Reign de Seattle.

## Biographie

### En club
Le premier club de Glas est le  Sundsvalls DFF. Mais en 2010 lors d'un entraînement avec l'équipe nationale féminine desU-17 elle se blesse grièvement En 2011 et 2012, elle a disputé 36 matchs et marqué deux buts pour Sundsvall en Elitettan (2e niveau). Avant la saison 2013, Glass avait signé au Sunnanå SK. Mais en mars 2013, Glas a été victime d'une seconde rupture des ligaments croisés lors d'un match d'entraînement contre Umeå IK. Elle a ensuite manqué le reste de la saison.
En novembre 2013, elle signe pour Umeå IK. Au cours de sa première saison, elle joue 16 matchs et marqué un but. En novembre 2014, elle  prolonge son contrat d'un an. Au cours de la saison 2015, elle dispute 17 matchs en Damallsvenskan et inscrit un but avant de se blesser pour la troisième fois en septembre 2015 . Avant la saison 2016, elle  prolonge son contrat avec le club pour deux ans. 
En novembre 2016, Glass signe au Eskilstuna United DFF pour deux ans. En septembre 2018, elle signe un contrat de deux ans pour le Paris SG. En fin de contrat avec le PSG, elle signe au Bayern Munich en avril 2020.

### En équipe nationale
Hanna Glas fait partie du groupe qui a remporté l'Euro U-19 de 2012.
Elle connait sa première sélection en équipe première le 19 janvier 2017 lors d'un match face à la Norvège (défaite 2-1).
Elle fait partie de l'équipe suédoise terminant troisième de la Coupe du monde féminine de football 2019.

## Palmarès

### En club
- En club
  -  Bayern Munich
    - Championnat d'Allemagne (1)
      - Champion :2021

### En sélection
- Vainqueur du championnat d'Europe des moins de 19 ans 2012 avec l'équipe de Suède des moins de 19 ans.
- Troisième de la Coupe du monde féminine de football 2019 avec l'équipe de Suède.

## Statistiques
| Saison                | Club                   | Championnat           | Championnat | Championnat | Coupe(s) nationale(s) | Coupe(s) nationale(s) | Supercoupe | Supercoupe | Compétition(s) continentale(s) | Compétition(s) continentale(s) | Compétition(s) continentale(s) | Total | Total |
| Saison                | Club                   | Division              | M.          | B.          | M.                    | B.                    | M.         | B.         | Comp.                          | M.                             | B.                             | M.    | B.    |
| 2018-2019             | Paris Saint-Germain    | Division 1            | 14          | 1           | 2                     | 0                     | -          | -          | C1                             | 3                              | 0                              | 19    | 1     |
| 2019-2020             | Paris Saint-Germain    | Division 1            | 5           | 1           | 3                     | 0                     | 1          | 0          | C1                             | 2                              | 0                              | 11    | 1     |
| Sous-total            | Sous-total             | Sous-total            | 19          | 2           | 5                     | 0                     | 1          | 0          | -                              | 5                              | 0                              | 30    | 2     |
| 2019-2020             | Bayern Munich          | Bundesliga            | -           | -           | -                     | -                     | -          | -          | C1                             | 1                              | 0                              | 1     | 0     |
| 2020-2021             | Bayern Munich          | Bundesliga            | 20          | 2           | 3                     | 0                     | 0          | 0          | C1                             | 8                              | 2                              | 31    | 4     |
| 2021-2022             | Bayern Munich          | Bundesliga            | 19          | 4           | 3                     | 0                     | -          | -          | C1                             | 7                              | 0                              | 29    | 4     |
| Sous-total            | Sous-total             | Sous-total            | 39          | 6           | 6                     | 0                     | 0          | 0          | -                              | 16                             | 2                              | 61    | 8     |
| 2023                  | Current de Kansas City | NWSL                  | -           | -           | -                     | -                     | -          | -          | -                              | -                              | -                              | 0     | 0     |
| Sous-total            | Sous-total             | Sous-total            | 0           | 0           | 0                     | 0                     | 0          | 0          | -                              | 0                              | 0                              | 0     | 0     |
| Total sur la carrière | Total sur la carrière  | Total sur la carrière | 57          | 8           | 11                    | 0                     | 1          | 0          | -                              | 21                             | 2                              | 90    | 10    |